# Sayomphu Mukdiphrom
Sayomphu Mukdiphrom (in thailandese สยมภู มุกดีพร้อม, AFI: [sa˨˩jom˧pʰuː˧ muk̚˦˥diː˧pʰrɔːm˦˥]; Bangkok, 1970) è un direttore della fotografia thailandese, assiduo collaboratore dei registi Apichatpong Weerasethakul e Luca Guadagnino.

## Biografia
Si laurea in scienze della comunicazione all'università Chulalongkorn negli anni '80, con un master in cinema. Nel corso del decennio successivo, fa la sua gavetta nell'industria cinematografica locale lavorando di volta in volta come assistente operatore, supervisore del girato, assistente alla regia, aiuto regista, segretario di edizione e supervisore della post-produzione. Volendo diventare un regista, si iscrive sul finire degli anni '90 alla VGIK di Mosca. Finisce invece per appassionarsi alla fotografia, assistendo quotidianamente a proiezioni gratuite di film sovietici al Muzej Kino e dovendosi concentrare sulle immagini data la sua scarsa conoscenza del russo: è in particolare la fotografia di Vadim Jusov (che pure sarà suo docente alla VGIK) per L'infanzia di Ivan di Tarkovskij a instradarlo alla professione. Tuttavia frequenterà la VGIK solamente per un anno, non riuscendo a trovare un lavoro con cui pagarsi gli studi a causa della crisi economica in cui versava la Russia post-sovietica e non volendo pesare sulle finanze della famiglia.
Tornato in Thailandia, lavora come assistente operatore finché un altro esordiente, Aphichatphong Wirasetthakun, non gli offre l'opportunità di dirigere la fotografia del suo primo film con Sut saneha (2002). Il sodalizio tra i due, altamente simbiotico e che lo coinvolge in prima persona nella ricerca delle location ancor prima della stesura della sceneggiatura, prosegue pressoché ininterrotto fino a Lo zio Boonmee che si ricorda le vite precedenti, la cui vittoria della Palma d'oro al festival di Cannes 2010 impone entrambi a livello internazionale. Mukdiphrom non curerà la fotografia del successivo Rak thi Khon Kaen, trascorrendo invece il 2014 in Portogallo per le riprese del suo primo progetto fuori della Thailandia come direttore della fotografia, la trilogia Le mille e una notte - Arabian Nights, tornando a lavorare con Wirasetthakun soltanto un decennio più tardi col film Memoria (2021). La loro collaborazione negli anni 2000 è stata descritta da IndieWire come la più «visivamente ipnotica di tutto il cinema contemplativo».
Dopo aver curato la fotografia del film italiano Antonia. (2015), prodotto da Luca Guadagnino, Mukdiphrom ne diventa un collaboratore abituale a partire da Chiamami col tuo nome (2017), per la cui fotografia riceve diversi premi e candidature a livello internazionale, tra cui l'Independent Spirit Award per la miglior fotografia, che rivincerà l'anno dopo con Suspiria (2018).

## Filmografia parziale
- Sut saneha, regia di Apichatpong Weerasethakul (2002)
- Satri lek 2, regia di Yongyut Thongkongthun (2003)
- Saeng satawat, regia di Apichatpong Weerasethakul (2006)
- Lo zio Boonmee che si ricorda le vite precedenti (Lung Bunmi raluek chat), regia di Apichatpong Weerasethakul (2010)
- Le mille e una notte - Arabian Nights: Volume 1 - Inquieto (As mil e uma noites: Volume 1 - O inquieto), regia di Miguel Gomes (2015)
- Le mille e una notte - Arabian Nights: Volume 2 - Desolato (As mil e uma noites: Volume 2 - O desolado), regia di Miguel Gomes (2015)
- Le mille e una notte - Arabian Nights: Volume 3 - Incantato (As mil e uma noites: Volume 3 - O encantado), regia di Miguel Gomes (2015)
- Antonia., regia di Ferdinando Cito Filomarino (2015)
- Chiamami col tuo nome (Call Me by Your Name), regia di Luca Guadagnino (2017)
- Suspiria, regia di Luca Guadagnino (2018)
- The Staggering Girl, regia di Luca Guadagnino – mediometraggio (2019)
- Memoria, regia di Apichatpong Weerasethakul (2021)
- Beckett, regia di Ferdinando Cito Filomarino (2021)
- Tredici vite (Thirteen Lives), regia di Ron Howard (2022)
- Finalmente l'alba, regia di Saverio Costanzo (2023)
- Challengers, regia di Luca Guadagnino (2024)
- Grand Tour, regia di Miguel Gomes (2024)
- Trap, regia di M. Night Shyamalan (2024)
- Queer, regia di Luca Guadagnino (2024)

## Riconoscimenti
- Critics' Choice Awards
  - 2018 – Candidatura alla miglior fotografia per Chiamami col tuo nome
- Chicago Film Critics Association Awards
  - 2024 – Candidatura alla miglior fotografia per Challengers
- David di Donatello
  - 2019 – Candidatura alla migliore autore della fotografia per Chiamami col tuo nome
- Independent Spirit Awards
  - 2018 – Miglior fotografia per Chiamami col tuo nome
  - 2019 – Miglior fotografia per Suspiria
- National Society of Film Critics Awards
  - 2022 – Miglior fotografia (3º posto) per Memoria